# Lahr/Schwarzwald
Lahr/Schwarzwald (tot 30 september 1978 Lahr) is een stad in het westen van de Duitse deelstaat Baden-Württemberg. De stad ligt 38 kilometer ten noorden van Freiburg im Breisgau en honderd kilometer zuidelijk van Karlsruhe. Lahr/Schwarzwald is na Offenburg de grootste stad van de Ortenaukreis en dient als economisch centrum voor de omliggende gemeenten.
Het inwonertal van Lahr/Schwarzwald passeerde in de jaren vijftig de 20.000 inwoners. Toen op 1 april 1956 de nieuwe gemeentewet in Baden-Württemberg in werking trad, kreeg de stad de status Große Kreisstadt. Lahr werkt voor administratieve zaken samen met Kippenheim.

## Geschiedenis

### De stad

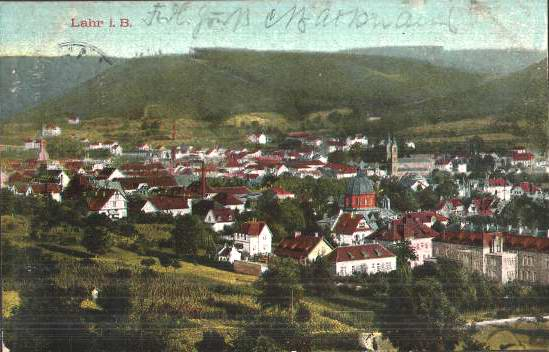
Lahr in 1909

De stad Lahr ontstond rond de Storchenturm (Nederlands: "Ooievaarstoren"), een laaglandkasteel van de heerlijkheid Geroldseck uit de jaren 1220. De plaats ontving vermoedelijk in 1278 stadsrechten. Het hernieuwde stadsrecht in 1377 diende als basis voor de gemeentelijke onafhankelijkheid tot het einde van het oude rijk. Door de aanzienlijke fiscale privileges groeide de stad snel uit tot een handelscentrum in de 18e eeuw.
De stad en het omliggende land met dezelfde naam bleef het eigendom van de heerlijkheid Geroldseck tot 1426. Daarna werd Lahr het eigendom van het Huis Moers-Saarwerden, die de helft van het land aan Baden verpandde en in 1497 werd het verkocht. De andere helft kwam in 1522 in handen van het Huis Nassau-Saarbrücken. Beide huizen voerden de reformatie in en bestuurden de stad en de ommelanden als condominaat tot 1629, toen Lahr in zijn geheel in handen van Nassau kwam.
Na de sterke bevolkingsdaling in de Dertigjarige Oorlog werd de stad tijdens de Derde Engels-Nederlandse Oorlog in 1677 door Franse troepen onder leiding van maarschalk de Créquy in brand gezet. In de 18e eeuw klaagden, in wat de „Lahrer Prozesse“ werden genoemd, burgers van Lahr het Huis Nassau aan, die in 1726 en 1778 in het voordeel van de burgers werd beslist en daarmee de absolute heerschappij over de stad door de Nassaus verhinderde.
In 1803 werd Lahr met het omliggende land in handen van Baden. In de 19e eeuw was Lahr een belangrijke drukkersstad en zetelde Burda-Verlag, die  verhuisd is naar het naburige Offenburg, in de stad. Tussen 1898 en 1919 en tussen 1936 en 1945 was Lahr een garnizoensstad. Na de Tweede Wereldoorlog werd Lahr een militaire basis van de Fransen, totdat Frankrijk in 1966 de NAVO verliet. Tussen 1967 en 1994 hadden de Canadese NAVO-troepen (CFB Lahr) hun Europese hoofdkantoor in Lahr.
Reeds in 1939 was Lahr kreisstadt van de gelijknamige landkreis. De kentekenplaatcode was "LR", maar als gevolg van herindelingen in de jaren zeventig van Baden-Württemberg werd de landkreis ontbonden en ging Lahr deel uitmaken van het nieuw opgerichte Ortenaukreis.

### De stadsdelen
De huidige stadsdelen van Lahr waren vroeger aparte dorpen. De dorpen Hugsweier, Burgheim, Dinglingen, Langenwinkel, Mietersheim en Sulz werden bestuurd door dezelfde heersers als Lahr. Toen in 1803 Lahr onderdeel van Baden werd, werden deze plaatsen aparte gemeenten in het Amtsbezirk Lahr, totdat ze in 1972 weer werden samengevoegd.
Hugsweier werd voor het eerst vermeld in 1341 als "Hugelswilre", Burgheim in 1035 als "Burcheim", Dinglingen in 961 als "Tuntelinga", Mietersheim in 762 als "Mutherisheim" en Sulz in 1270 als "Sulz".
Langenwinkel is een relatief jong dorp. Het werd gebouwd vanaf 1797 bij Dinglingen in het Nassauer bosgebied, dat hiervoor gekapt werd. In 1790 werd het eerste huis gebouwd en zeven jaar later werd het een zelfstandige gemeente. De bouw in 1951 van een vliegveld voor het Franse leger, leidde tot veel overlast bij de bewoners van Langenwinkel. Het ministerie van Defensie besloot in 1965 het dorp te verplaatsen. Het werd tussen 1968 en 1971 een aantal kilometer ten zuidoosten van het Hurster Hof herbouwd.
Kippenheimweiler werd voor het eerst vermeld in 1427 als "Wilre" en vervolgens in 1462 als "Kippenwiler". Het was een uitbreiding van Kippenheim en samen werden ze in 1629 onderdeel van de heerlijkheid Mahlberg. In 1810 werd het onderdeel van het Ambt Ettenheim en na ontbinding in 1924 ging het deel uitmaken van het Bezirksamt Lahr.
Kuhbach werd in 1035 als "Cuobach" voor het eerst vermeld. Aanvankelijk behoorde het dorp tot het huis Geroldseck en kwam bij hun deling in 1278 toe aan Hohengeroldseck (Vogtei Seelbach). Kerkelijk behoorde Kuhbach in eerste instantie toe aan Burgheim, daarna tot de parochie Lahr. Na de contrareformatie in Hohengeroldseck werd het dorp wederom katholiek. Het dorp werd pas in 1819 onderdeel van Baden en werd bij het Bezirksamt Lahr gevoegd.
Reichenbach werd in 1270 voor het eerst als "Richenbach" vermeld. De dorp was tussen Geroldseck en Tiersberg verdeeld. Het Tiersberger deel kwam in de 14e eeuw via Schwarzenberg en Ettendorf, Hummel von Staufenberg meer en meer in handen van Baden, die het dorp aan de Röder leende. Het gedeelte van Hohengeroldseck kwam via het huis Cronberg in handen van het Vorstendom von der Leyen. Reichenbach was in eerste instantie protestants, maar werd vanaf 1658 weer katholiek. Het deel van Baden-Röder kwam in 1806 toe aan de Graafschap Geroldseck en werd daarmee in 1815 Oostenrijks. In 1819 werd het teruggegeven aan Baden en in 1832 werd Reichenbach onderdeel van het Bezirksamt Lahr.

### Religie

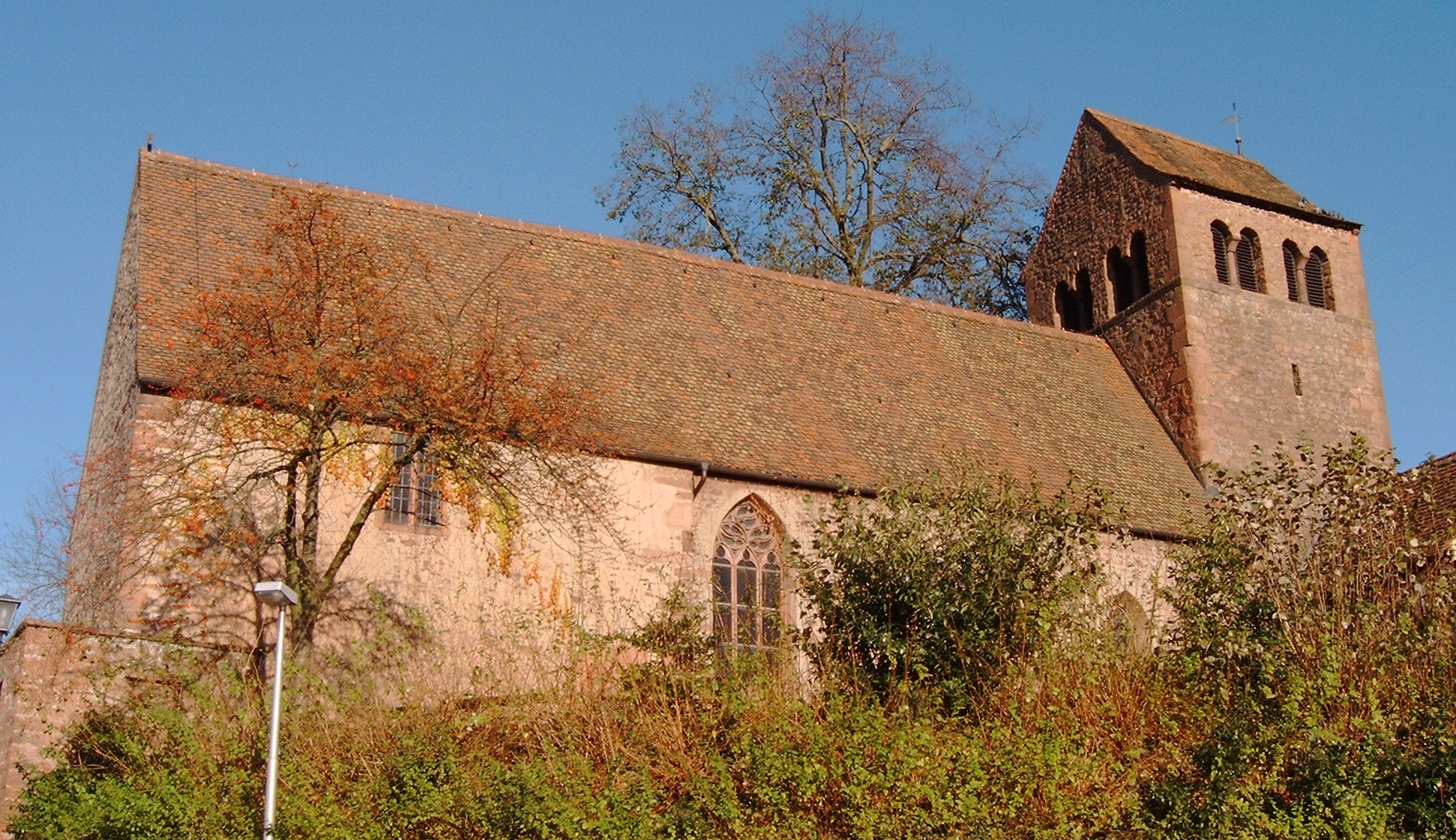
Kerk in Burgheim

De omgeving van Lahr behoorde tot de oprichting van het aartsbisdom Freiburg in 1821 tot het bisdom Straatsburg. De stad zelf werd oorspronkelijk door de parochies van Dinglingen Burgheim waargenomen. In 1259 stichtten de augustijnen een klooster dat in 1482 tot kapittelkerk werd verbouwd.
In 1492 werd de parochie van Burgberg verplaatst naar Lahr en werd de voormalige kloosterkerk de stichtskerk. Na de Reformatie was Lahr eeuwenlang een uitsluitend protestantse stad. Nadat Lahr deel uit was gaan maken van Baden, werd de stichtskerk zetel van een decanaat voor de hele omgeving. Uit de oorspronkelijke kerkgemeente ontstonden twee nieuwe, namelijk de christusgemeente en de vredesgemeente. Deze fuseerde later tot een kerkgemeente. Tot deze gemeente behoren ook de Johannesgemeinde Sulz, de Luthergemeinde, Paulusgemeinde en Melanchtongemeinde in Dinglingen respectievelijk Lahr-West en de Petrusgemeinde Burgheim. Daarnaast zijn er nog andere evangelische gemeenten in de ortsteilen Hugsweier, Kippenheimweiler en Langenwinkel. Daarnaast zijn in Lahr/Schwarzwald ook de nieuw-apostolische kerk, het baptisme, het methodisme en de pinksterbeweging vertegenwoordigd.
Aan het begin van de 19e eeuw begonnen de katholieken terug te keren naar Lahr en in 1843 werd de eerste katholieke parochie gesticht. De Sint-Petrus- en Pauluskerk werd in 1846 gebouwd. De Mariakerk van 1960 is de tweede parochie van de stad. Daarnaast staan er katholieke parochies in Dinglingen, Kuhbach, Reichenbach en Sulz. In Sulz bestond er tussen 1773 en 1959 een Simultaneumkerk, waarin katholieken en protestanten hetzelfde kerkgebouw deelden.

### Gemeentelijke herindelingen
De volgende gemeenten werden onderdeel van Lahr/Schwarzwald:
- in 1899, Burgheim
- in 1933, Dinglingen
- in 1972, Hugsweier, Kippenheimweiler, Kuhbach, Langenwinkel, Mietersheim, Reinchenbach en Sulz

### Inwonerontwikkeling

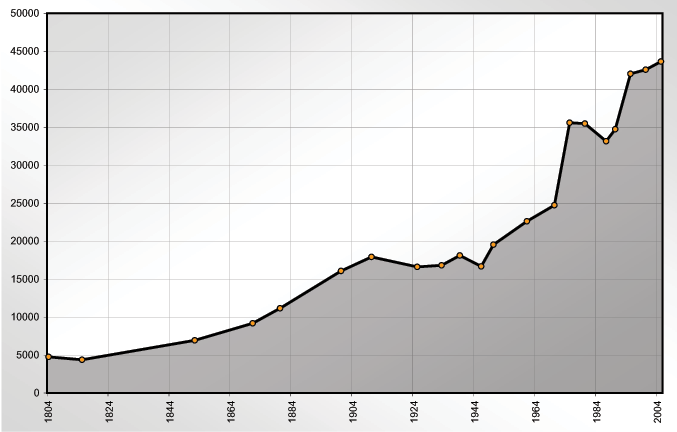
Bevolkingsontwikkeling van Lahr/Schwarzwald

De inwoneraantallen worden weergegeven op basis van de op dat moment geldende omvang van de gemeente.
| Jaar | Inwoners |
| ---- | -------- |
| 1804 | 4,753    |
| 1815 | 4,371    |
| 1852 | 6,939    |
| 1871 | 9,173    |
| 1880 | 11,152   |
| 1900 | 16,068   |
| 1910 | 17,919   |

| Jaar | Inwoners |
| ---- | -------- |
| 1925 | 16,609   |
| 1933 | 16,807   |
| 1939 | 18,100   |
| 1946 | 16,662   |
| 1950 | 19,530   |
| 1961 | 22,599   |
| 1970 | 24,725   |

| Jaar | Inwoners |
| ---- | -------- |
| 1975 | 35,570   |
| 1980 | 35,465   |
| 1987 | 33,141   |
| 1990 | 34,719   |
| 1995 | 42,021   |
| 2000 | 42,555   |
| 2005 | 43,639   |

## Bestuur

### Gemeenteraad
De gemeenteraad, die de naam stadsraad draagt, wordt voor vijf jaren gekozen en heeft 32 leden. De zetelverdeling na de verkiezingen van 7 juni 2009 is als volgt:
| Partij        | Zetels | %    |
| ------------- | ------ | ---- |
| SPD           | 8 (+1) | 24,5 |
| CDU           | 8 (-3) | 23,9 |
| Onafhankelijk | 7 (0)  | 20,8 |
| Bündnis 90    | 4 (0)  | 13,3 |
| FDP           | 4 (+1) | 12,6 |
| Die Linke     | 1 (+1) | 3,7  |
| REP           | 0 (0)  | 1,1  |

### Wapen

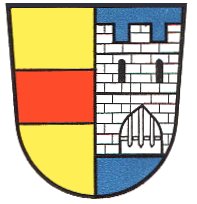
Wapen van Lahr

Het wapen van Lahr is een gespleten schild. Aan de linkerzijde is er een gouden achtergrond met een rode balk en aan de rechterzijde is er een blauwe achtergrond met een zilveren kasteelmuur. De muur heeft drie kantelen, een open poort en een half open valhek. Het symbool werd reeds in 1305 gebruikt. Het wapen komt oorspronkelijk van het wapen van Heerlijkheid Geroldseck, de stichters van de stad. Het wapen had het symbool voor een stad, namelijk de kasteelmuur. De muur op het wapen kreeg in de 15e eeuw een borstwering. Tussen 1898 en 1958 werd het wapen afgebeeld met alleen een borstwering met het hoofd van een engel die het schild vasthield. Deze versie werd bekend sinds de 18e eeuw, maar in 1958 kreeg Lahr weer het oude wapen terug.

## Economie en vervoer
In de stad is een van de fabrieken van het sanitairconcern Grohe AG gevestigd.

### Wegen
Lahr is bereikbaar via de Bundesautobahn 5 bij afslag Lahr. De stad is ook bereikbaar via de Bundesstraße 3 (uit het noorden/zuiden), via de Bundesstraße 36 (uit het westen) en via de Bundesstraße 415 (uit het oosten).

### Spoor
Lahr is ook bereikbaar via het spoor. Aan het oosten van de stad ligt Station Lahr aan het spoorlijn Mannheim - Bazel. Sinds 1865 begon er op dat station de spoorlijn Lahr - Lahr Stadt met als eindstation Station Lahr Stadt, maar die spoorweg is opengebroken.

### Vliegveld
Bij Lahr ligt het Vliegveld Lahr (Flughafen Lahr, voorheen het Zwarte Woudvliegveld en van 1967 tot 1994 de Canadese luchtbasis Lahr die de Franse basis verving).

### Media
In Lahr verschijnen drie dagbladen. De Lahrer Zeitung is een lokale editie van de Schwarzwälder Bote, de lokale editie van de Badische Zeitung, een krant uit Freiburg, en een katern onder de naam „Lahrer Anzeiger“ van de Mittelbadischen Presse.

## Stedenbanden
- Dole (Frankrijk), sinds 1962
- Belleville (Canada), sinds 1971
- Alajuela (Costa Rica), sinds 2006

## Geboren
- Ludwig Sütterlin (1865 - 1917), graficus
- Hans Furler (1904 - 1975), politicus
- Hans Ferdinand Linskens (1921 - 2007), geneticus en botanicus
- Werner Schwärzel (1948), motorcoureur
- Tabea Zimmermann (1966), altvioliste
- Christina Obergföll (1981), speerwerpster
- Sascha Riether (1983), voetballer
- Annabell Öschger (1993), wielrenster

Achern ·
Appenweier ·
Bad Peterstal-Griesbach ·
Berghaupten ·
Biberach ·
Durbach ·
Ettenheim ·
Fischerbach ·
Friesenheim ·
Gengenbach ·
Gutach (Schwarzwaldbahn) ·
Haslach im Kinzigtal ·
Hausach ·
Hofstetten ·
Hohberg ·
Hornberg ·
Kappel-Grafenhausen ·
Kappelrodeck ·
Kehl ·
Kippenheim ·
Lahr/Schwarzwald ·
Lauf ·
Lautenbach ·
Mahlberg ·
Meißenheim ·
Mühlenbach ·
Neuried ·
Nordrach ·
Oberharmersbach ·
Oberkirch ·
Oberwolfach ·
Offenburg ·
Ohlsbach ·
Oppenau ·
Ortenberg ·
Ottenhöfen im Schwarzwald ·
Renchen ·
Rheinau ·
Ringsheim ·
Rust ·
Sasbach ·
Sasbachwalden ·
Schuttertal ·
Schutterwald ·
Schwanau ·
Seebach ·
Seelbach ·
Steinach ·
Willstätt ·
Wolfach ·
Zell am Harmersbach